# 8460 Імайнамахое
8460 Імайнамахое (8460 Imainamahoe, 1981 EP19, 1989 RF1) — астероїд головного поясу, відкритий 2 березня 1981 року.
Тіссеранів параметр щодо Юпітера — 3,620.